# Astillero nº 10 (Rusia)
El astillero Nº 10 Shkval (en ruso : Акционерного общества «10 ордена Трудового Красного Знамени судоремонтный завод» ) se encuentra en Polyarny, en la región de Murmansk, en el noroeste de Rusia , en la orilla occidental del fiordo de Murmansk. En occidente, el astillero se identifica a menudo con el nombre de la ciudad más cercana ("Poliarny Shipyard") en lugar de su nombre oficial.

## Historia
Los primeros submarinos de propulsión nuclear fueron construidos y entregados a la Flota del Norte a fines de la década de los cincuenta. El astillero se modifica para acomodar y reparar estos buques. A medida que los submarinos nucleares de la Armada Soviética y posteriormente de la Armada Rusa son retirados del servicio, son estacionados en el Astillero Poliarny en espera de la descarga de combustible nuclear usado y su desmantelamiento.
Alrededor de 1970, el astillero Chkval se reorganizó y amplió para construir y acomodar los nuevos submarinos más grandes. Ahora incluye embarcaciones de suministro submarino, embarcaciones de servicio, diques secos y dos muelles flotantes cubiertos, así como una barcaza autopropulsada con una carga útil de 150 toneladas, dos grúas de muelle con capacidad 40 toneladas y 32 toneladas de elevación, dos grúas flotantes con capacidades de elevación de 30 toneladas y 25 toneladas. El astillero emplea a unos 3,000 trabajadores y cubre un área de 41,330  m². La longitud total de sus muelles es de 550.

## En la cultura popular
En la novela de Tom Clancy La caza del Octubre Rojo, el submarino de clase Typhoon modificado Red October abandona este astillero para realizar pruebas en el mar.